# Овен (Німеччина)
Овен (нім. Owen) — місто в Німеччині, знаходиться в землі Баден-Вюртемберг. Підпорядковується адміністративному округу Штутгарт. Входить до складу району Есслінген.
Площа — 9,70 км2. Населення становить 3382 ос. (станом на 31 грудня 2020).